# 泰尼齊亞
49°16′36″N 29°55′37″E / 49.27667°N 29.92694°E
泰尼齊亞（烏克蘭語：Тайниця）是位於烏克蘭北部的村莊，由基辅州白采爾克瓦區的泰蒂伊夫市鎮負責管轄。該村始建於1500年，面積3.14平方公里，海拔高度232米，2001年人口401，人口密度每平方公里211.7人。